# Philips Sport Vereniging 2006-2007
Questa voce raccoglie le informazioni riguardanti il Philips Sport Vereniging nelle competizioni ufficiali della stagione 2006-2007.

## Stagione
La squadra vince il campionato con 75 punti.

## Rosa
| N. |                           | Ruolo | Calciatore              |
| -- | ------------------------- | ----- | ----------------------- |
| 1  | Brasile (bandiera)        | P     | Heurelho Gomes          |
| 2  | Paesi Bassi (bandiera)    | D     | Jan Kromkamp            |
| 3  | Paesi Bassi (bandiera)    | D     | Michael Reiziger        |
| 4  | Brasile (bandiera)        | D     | Alex                    |
| 6  | Belgio (bandiera)         | C     | Timmy Simons            |
| 7  | Finlandia (bandiera)      | C     | Mika Väyrynen           |
| 8  | Paesi Bassi (bandiera)    | C     | Phillip Cocu (capitano) |
| 9  | Paesi Bassi (bandiera)    | A     | Patrick Kluivert        |
| 10 | Costa d'Avorio (bandiera) | A     | Arouna Koné             |
| 11 | Ecuador (bandiera)        | C     | Édison Méndez           |
| 13 | Brasile (bandiera)        | D     | Alcides                 |
| 14 | Portogallo (bandiera)     | D     | Manuel da Costa         |
| 15 | Australia (bandiera)      | C     | Jason Čulina            |
| 17 | Perù (bandiera)           | A     | Jefferson Farfán        |
| 18 | Ghana (bandiera)          | D     | Eric Addo               |
| 19 | Paesi Bassi (bandiera)    | D     | Michael Lamey           |

| N. |                        | Ruolo | Calciatore        |
| -- | ---------------------- | ----- | ----------------- |
| 20 | Paesi Bassi (bandiera) | C     | Ibrahim Afellay   |
| 21 | Paesi Bassi (bandiera) | P     | Oscar Moens       |
| 22 | Ungheria (bandiera)    | C     | Csaba Fehér       |
| 23 | Messico (bandiera)     | D     | Carlos Salcido    |
| 24 | Stati Uniti (bandiera) | C     | Lee Nguyen        |
| 25 | Paesi Bassi (bandiera) | C     | John de Jong      |
| 26 | Brasile (bandiera)     | A     | Diego Tardelli    |
| 27 | Paesi Bassi (bandiera) | A     | Género Zeefuik    |
| 28 | Cina (bandiera)        | D     | Sun Xiang         |
| 30 | Spagna (bandiera)      | D     | Pepe Plá          |
| 31 | Belgio (bandiera)      | P     | Ruud Boffin       |
| 38 | Paesi Bassi (bandiera) | D     | Rens van Eijden   |
| 39 | Paesi Bassi (bandiera) | D     | Dirk Marcellis    |
| 40 | Marocco (bandiera)     | C     | Bilal El Jacoubi  |
| 44 | Paesi Bassi (bandiera) | D     | Olivier ter Horst |
| 52 | Tunisia (bandiera)     | C     | Tijani Belaid     |